# معبد

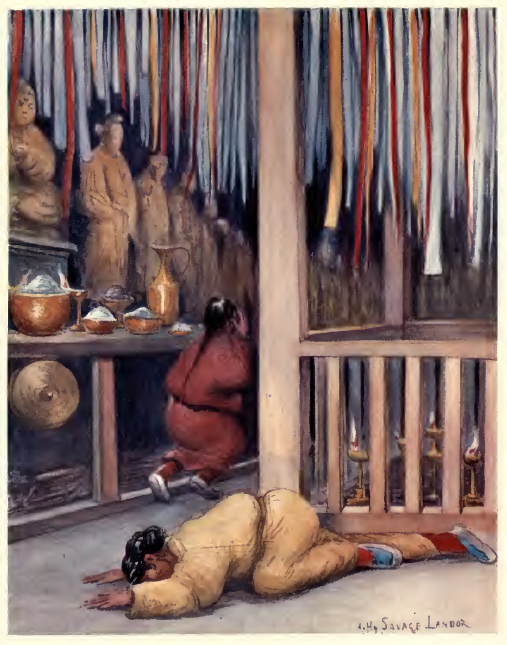
معبد في التبت.

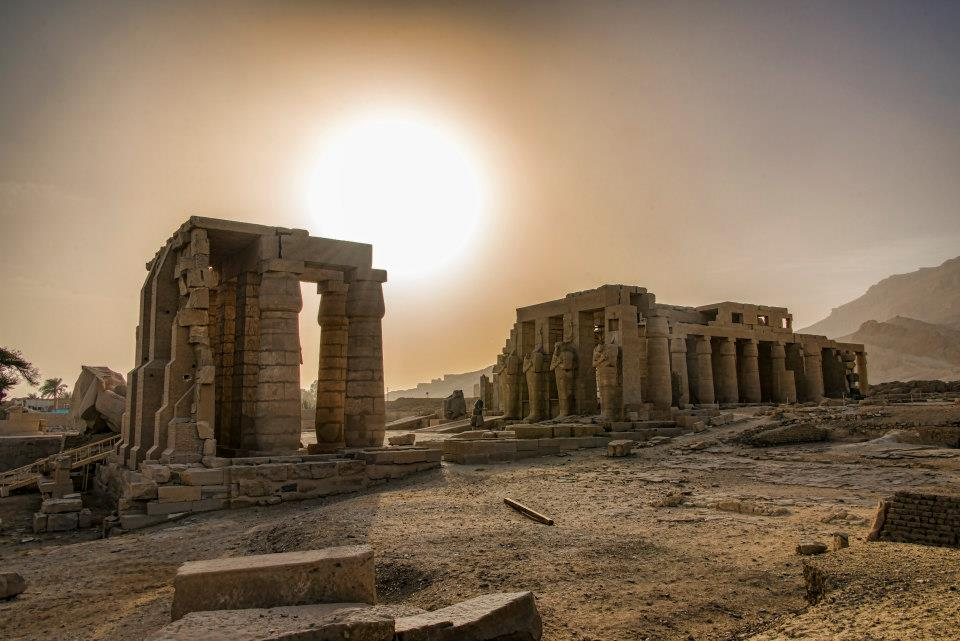
أحد معابد قدماء المصريين.

المعبد هو مكان يتعبد فيه الشخص، وله عدة أشكال، بدءًا من المكان المفتوح مع بعض التعديلات الخفيفة وبعض المرفقات، إلى الأبنية شديدة التعقيد، تعتبر المنشآت المكتشفة في كوبيكلي تبه، من أقدم المعابد المبنية المكتشفة لحد الآن، كذلك تعتبر بعض الكهوف والمغاور أماكن عبادة مغرقة في القدم.

## أسماء المعابد
تختف التسميات حسب اللغات والديانات
- المعبد المسيحي يسمى كنيسة.
  - في المسيحية الغربية بعض المعابد يسمونها كاتدرائية.
  - في المسيحية الشرقية المعبد هو كنيسة مبني بشكل الصليب اليوناني؛ انظر: معبد أرثوذكس.
  - بعض الأصناف في المسيحية البروتستانتية في فرنسا تستخدم الاسم 'معبد' بدلًا من 'كنسية' لأنها كنيسة كاثوليك.
- المعبد الجايني يسمى ديراسار.
- المعبد الهندوسي يسمى (في مختلف اللغات) مندير (في الهندية) كوفيل (في التامل) إلخ.
- المعبد الإسلامي يسمى مسجد أو جامع أو مصلى، والشيعة بالإضافة للمساجد لديهم حسينيات.
- المعبد في البهائية يسمى مشرق أذكار.
- في اليهودية المعبد يدل إلى الهيكل في اورشليم ويسمى أيضًا بيت همقدش (بيت المقدس). بعض الكنائس اليهودية (خاصةً اليهودية الإصلاحية) يسمون الكنيس 'معبد'، لكن اليهودية التقليدية تعتبر ذلك خطأ لأن الكنيس ليس بدل الهيكل.
- المعبد السيخي يسمى الغردوارا.
- المعبد الهندوسي والبوذي في كامبوديا وتايلند يسمى وات.
- المزار في الديانة الشنتوية ويسمى جينجا.
- الماسونيون يسمون أماكن الاجتماعات معبد.